# Илијачна фација
Илијачна фасција је фасција која прекрива илијачни мишић. Навише и бочно, илијачна фасција је причвршћена за унутрашњи део илијачног гребена. Са доње и бочне стране, протеже се у бутину да би се спојила са омотачем бутне кости, Унутрашњом страномсе везује за илијачни део периостеума и илиопубичну еминенцију у близини терминалне линије , и стапа се са фасцијом псоаса и - преко четвртастог слабинског мишића  - са предњим слојем тораколумбалне фасције.
Илијачна фасција прекрива феморални нерв, и кожну грану бочног кожног феморалног нерва.

## Анатомија
Илијачна фасција прекрива илијачне мишиће и формира епимизијум илијачног мишића. Епимизијум је добро дефинисан слој густог неправилног везивног ткива, који у потпуности обавија тело мишићни. Састоји се првенствено од колагених влакана типа 1, која су чврсто распоређена да формирају релативно јак влакнасти омотач мишића. Крвни судови путују кроз ову колагену овојницу око целог скелетног мишића, обезбеђујући скелетни мишић снабдевање крвљу. Нерви путују кроз епимизијум око мишића и тако га инервишу.
Ова фасција анатомски дели простор између ингвиналног лигамента и кости кука на две  преграде:
- Унутрашњу васкуларну преграду у којој се налазе феморални крвни судови.

- Спољашњу мишићну преграду у којој се налазе мишић псоас мајор и илиајачни и феморални нерв.

Медијално од крвних судова, илијачна фасција је причвршћена за пектинеалну линију иза зглобне тетиве, где се поново наставља са попречном фасцијом.

## Функција
Илијачна фасција покрива и штити доњи илијачни мишић. Феморални омотач је формиран  продужењем илиопсоас доле и трансверзалне фасције горе. Илиопектинеални лигамент, дубока задебљана трака фасције илиопсоаса, дели ретроингвинални простор, на мишићни и васкуларни одељак.

## Клинички значај
Код укљештења генитофеморалног нерва, корисзи се техника ослобањања затазања илијачне фасције.